# Cal Pèl-roig
Cal Pèl-roig és una masia del municipi de Figaró-Montmany, pertanyent a la comarca del Vallès Oriental, dins de l'àmbit de l'antic poble rural de Montmany de Puiggraciós. Està situada en el sector de ponent del terme i al nord-oest del que fou el nucli principal del poble de Montmany, on hi ha l'antiga església de Sant Pau de Montmany i la masia de l'Ullar. És a prop i al sud-oest del Castell de Montmany, al sud-oest de la Casa Blanca, i al sud-est del Romaní. Al costat de migdia de la masia hi ha les instal·lacions del Tennis Montmany.
La construcció d'aquest edifici s'ha d'associar a l'important moment demogràfic que va tenir lloc durant el segle xviii. L'edifici ha estat molt modificat i és format per una planta baixa i un primer pis amb coberta a doble vessant.